# الکساندر پتروسنکو
الکساندر پتروسنکو (اوکراینی: Олександр Олександрович Петрусенко؛ زادهٔ ۲۶ مارس ۱۹۹۸) بازیکن فوتبال اهل اوکراین است.
وی همچنین در تیم‌های ملی فوتبال Ukraine national under-19 football team و زیر ۲۱ سال اوکراین بازی کرده‌است.